# Continu indécomposable

La construction du pseudo-arc

En mathématiques, et plus précisément en topologie, on appelait continu un espace métrique compact et connexe. On dit qu'un tel espace E est un continu indécomposable s'il n'est pas réunion de deux continus (distincts de E).
Le  pseudo-arc (ou continu BJK) est un exemple de continu indécomposable. Il fut découvert par Brouwer en 1910, et sa construction fut simplifié par Zygmunt Janiszewski et ensuite par Bronisław Knaster, qui donna aussi une preuve complète de son indécomposabilité.
On peut construire la frontière de ce continu en commençant avec l'ensemble de Cantor C sur l'horizontale. Les points de l'ensemble sont liés par des demi-cercles. Pour tout point x dans l'ensemble C, le point (1-x) est aussi dans C, et ces deux points sont joints par un arc passant par en haut. Pour tout point x dans C autre que 0, il existe un n tel que {\displaystyle {\frac {2}{3^{n}}}\leq x\leq {\frac {3}{3^{n}}}}, et le point {\displaystyle {\frac {5}{3^{n}}}-x} est aussi dans C et se trouve entre les mêmes limites ; ces deux points sont joints par un arc passant par en dessous.

### Référence
(en) Kuratowski, Topology, vol 2. Academic Press, New York, 1966.